# Bulbophyllum leptanthum
Bulbophyllum leptanthum là một loài phong lan thuộc chi Bulbophyllum.